# كيرا كاروسا
كيرا تايلور كاروسا ( /kɪərə/؛ 14 نوفمبر 1995) هي لاعبة كرة قدم محترفة تلعب كمهاجمة لنادي سان دييغو ويف في الدوري الوطني لكرة القدم للسيدات. ولدت في الولايات المتحدة، وهي عضو في منتخب جمهورية أيرلندا.

## مهنة النادي
في أبريل 2019، انضمت إلى نادي لوهافر الفرنسي. لعبت ثلاث مباريات وسجلت أربعة أهداف للنادي، حتى وقعت عقدًا جديدًا مع النادي الدنماركي كويه في فبراير 2020. وفي فبراير 2023، انضمت إلى النادي الإنجليزي لندن ستي. وفي أغسطس 2023، انضمت إلى فريق مسقط رأسها سان دييغو ويف.

## مهنة دولية
ظهرت لأول مرة مع منتخب جمهورية أيرلندا في فبراير 2020، في تصفيات بطولة أمم أوروبا للسيدات 2021، بعد حصولها على الجنسية الأيرلندية. وكانت مؤهلة للعب لجمهورية أيرلندا من خلال أجدادها الأيرلنديين.

## المشاركات الدولية
| الفريق الوطني   | سنة     | الظهور | الأهداف |
| --------------- | ------- | ------ | ------- |
| جمهورية ايرلندا | 2020    | 1      | 0       |
| جمهورية ايرلندا | 2021    | 3      | 1       |
| جمهورية ايرلندا | 2022    | 4      | 1       |
| جمهورية ايرلندا | 2023    | 9      | 2       |
| المجموع         | المجموع | 17     | 4       |

## الأهداف الدولية
| ت | تاريخ          | مكان                                                 | الخصم            | أهداف | نتيجة | مسابقة                               | مرجع   |
| - | -------------- | ---------------------------------------------------- | ---------------- | ----- | ----- | ------------------------------------ | ------ |
| 1 | 30 نوفمبر 2021 | ملعب تالاغت، دبلن، أيرلندا                           | جورجيا           | 2-0   | 11-0  | تصفيات كأس العالم للسيدات 2023       | [ 9 ]  |
| 2 | 14 نوفمبر 2022 | مركز ماربيا لكرة القدم، سان بيدرو الكانتارا، إسبانيا | المغرب           | 4-0   | 4-0   | ودية                                 | [ 10 ] |
| 3 | 23 سبتمبر 2023 | ملعب أفيفا، دبلن، أيرلندا                            | أيرلندا الشمالية | 2-0   | 3–0   | دوري الأمم الأوروبية للسيدات 2023-24 | [ 11 ] |
| 4 | 26 سبتمبر 2023 | ملعب هيديكوتي ناندور، بودابست، المجر                 | المجر            | 3–0   | 4-0   | دوري الأمم الأوروبية للسيدات 2023-24 | [ 12 ] |
| 5 | 27 أكتوبر 2023 | ملعب تالاغت، دبلن، أيرلندا                           | ألبانيا          | 3-1   | 5-1   | دوري الأمم الأوروبية للسيدات 2023-24 | [ 13 ] |
| 6 | 27 أكتوبر 2023 | ملعب تالاغت، دبلن، أيرلندا                           | ألبانيا          | 4-1   | 5-1   | دوري الأمم الأوروبية للسيدات 2023-24 | [ 13 ] |

## الإنجازات
ستانفورد كاردينال
- بطولة دوري الدرجة الأولى لكرة القدم للسيدات: 2017

موجة سان دييغو
- درع الدوري الوطني لكرة القدم للسيدات: 2023.[14]

## روابط خارجية
- كيرا كاروسا – سجل منافسات اليويفا
- كيرا كاروسا  على سكروي
- كيرا كاروسا في موقع كرة القدم العالمية.نت
- كيرا كاروسا  على فيسبوك.
- kyracarusa على تويتر.